# 東沃萊加地區
東沃萊加地區（Misraq Welega Zone）是埃塞俄比亞奧羅米亞州的12個地區之一，面積21,863.82平方公里，北面接壤本尚古勒-古馬茲州。根據埃塞俄比亞中央統計局2005年的資料，東沃萊加人口約1,779,636，其中男性873,408人，女性906,228人，13.9%居民住在市區，人口密度為每平方公里81.40人。